# Earle Dennison
Earle Dennison (r. 1900 - 4. rujna 1953), prva bijela žena pogubljena na električnoj stolici u Alabami zbog trovanja arsenom svoje nećakinje Shirley Diann Weldon na dan 1. svibnja 1952. Postoji sumnja u još jedno ubojstvo trovanjem jer su pronađeni tragovi arsena u još jednoj ženskoj žrtvi. U trenutku kada je bila uhićena nije bila pri svijesti zbog prevelike doze pilula za spavanje koje je popila.
Earle je bila 16 žena kažnjena smrću u Alabami. Pogubljena je 4. rujna 1953. u zatvoru Kilby Prison na električnoj stolici.  Njezine posljednje riječi bile su "Molim te oprosti mi za sve što sam učinila. Ja opraštam svima."